# Нагая (архитектура)
Нагая (яп. 長屋, «длинный дом») — тип городского жилого здания в традиционной Японии. Подобные дома были характерны для эпохи Эдо.

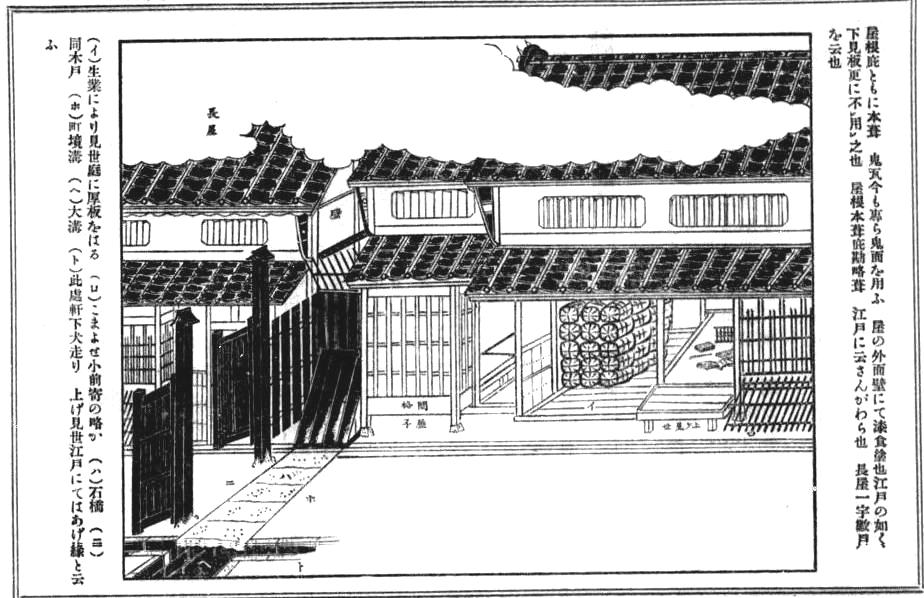
Старинное изображение нагая

Нагая представлял собой дом барачного типа, разделённый на маленькие комнаты, рассчитанные на проживание 1—2 человек. Все жильцы использовали общие колодец, туалет и свалку. В каждом хозяйстве была своя кухня, ванн не было вообще. Исторически подобные дома строились вокруг богатой усадьбы или за́мка для самураев низкого ранга. Позже в подобных домах жили и самураи, и простолюдины. С торцов обычно находились торговые лавки, их владельцы жили в соседних комнатах. Жильцы побогаче снимали комнаты, выходящие на улицу, бедняки — комнаты, выходящие во двор дома. Как правило, у жильцов не было семьи и детей. Комнаты имели земляной пол, площадь обычно составляла 8—10 кв.м.. Если центральная часть дома представляла собой ворота для проезда во внутренний двор, такой дом назывался нагаямон (яп. 長屋門). Из-за отсутствия мебели постель складывали в углу, а одежду заворачивали в платки фуросики или убирали в сундук.

Модель нагая в музее Эдо-Токио
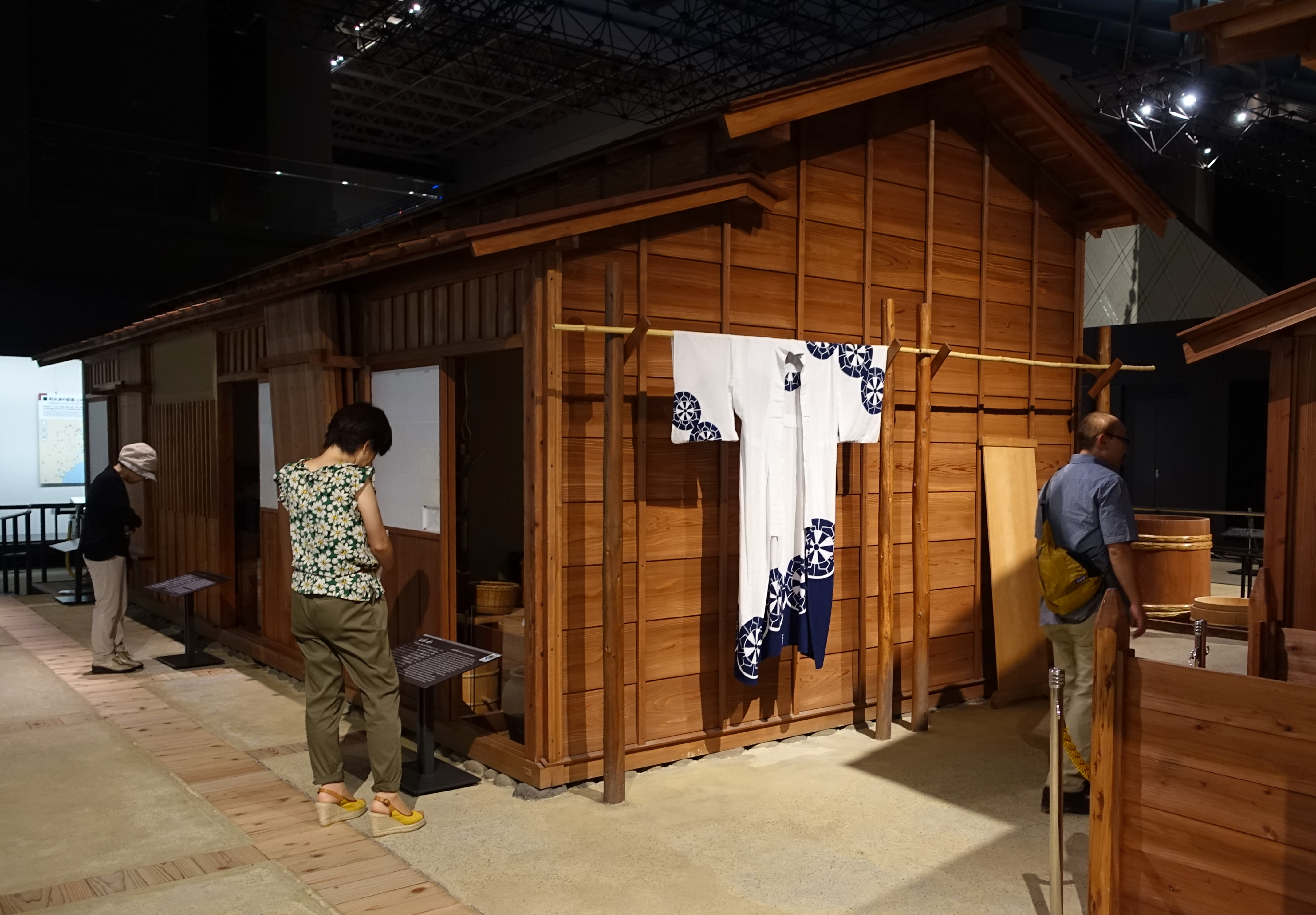
Макет барачного дома «нагая»
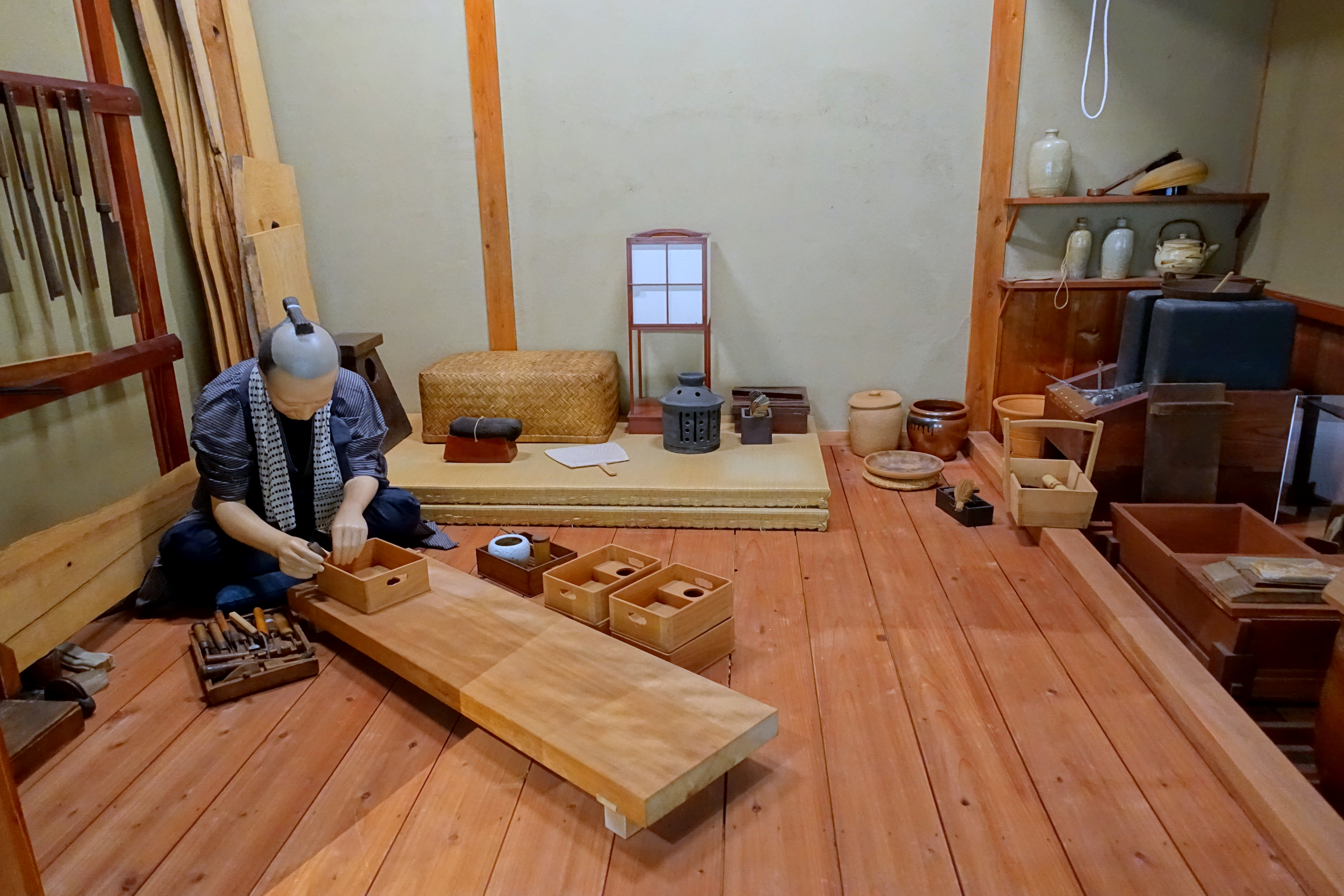
Макет жилища и мастерской столяра
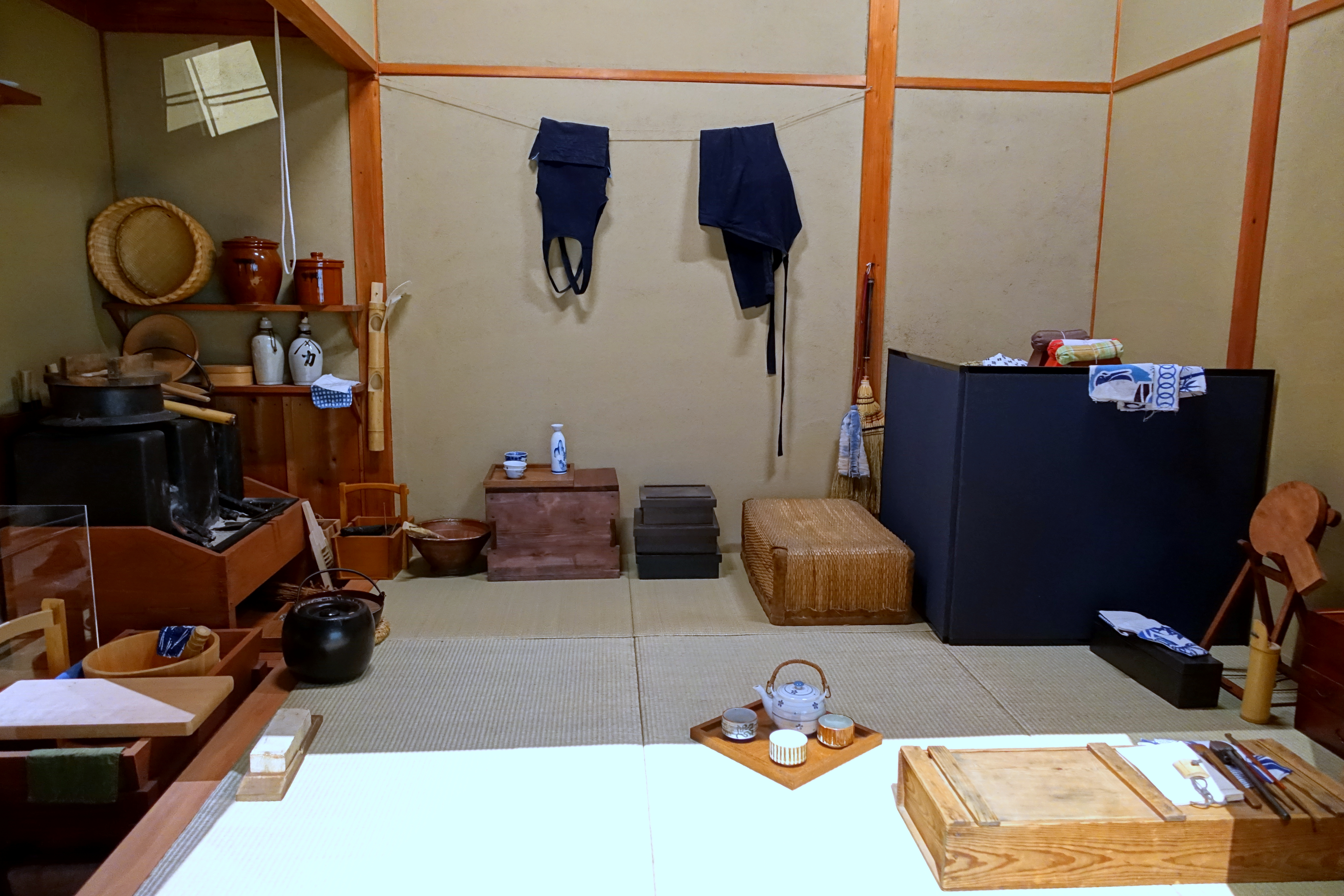
Макет жилой комнаты (демонстрируется хранение вещей)